# بنك فيصل الباكستاني المحدود
بنك فيصل الباكستاني المحدود هو مصرف إسلامي وتجاري باكستاني ، تابع لشركة بنك الإثمار البحريني ،  ومقره كراتشي ، السند ، باكستان . تم تأسيسها في باكستان في 3 أكتوبر 1994 كشركة عامة محدودة بموجب قانون الشركات لعام 1984.
هو بنك عالمي مدرج في البورصة الباكستانية ومشارك في الأنشطة المصرفية التجارية ، والتجزئة ، والشركات ، والإسلامية ، وبناءً على عدد من المقاييس ، أي شبكة الفروع ، وقاعدة الأصول ، وحجم الودائع وما إلى ذلك ، يتم تصنيفها كواحدة من أكبر عشرة بنوك في باكستان.
تنتشر بصمة البنك حاليًا في أكثر من 150 مدينة مع أكثر من 550 فرعًا تشمل 414 فرعًا إسلاميًا وخطة توسع معلنة لفتح فروع جديدة على مدى العامين المقبلين (نهاية 2020) والتي ستضع البنك بقوة في أعلى 5 فئة مع شبكة من 600 فرع.
يعتزم بنك فيصل تحويل بنكه الإسلامي إلى بنك إسلامي متكامل في غضون ثلاث إلى خمس سنوات.

## روابط خارجية
- الموقع الرسمي لبنك فيصل